# 邵氏大廈
邵氏大廈（英語：Shaw House and Centre）是香港一座已拆卸的建築物，原址位於九龍旺角彌敦道及快富街交界，鄰近彌敦道與亞皆老街交界，現址為旺角中心。

## 歷史
邵氏大廈由邵氏家族中，邵逸夫的二哥邵邨人於1950年代投資興建。1934年，邵逸夫的長兄邵醉翁在香港成立天一港廠，拍攝電影，廠址位於九龍土瓜灣北帝街42號。1937年改名南洋影片公司，並改由邵邨人主持業務。1950年再改名邵氏父子公司，在香港製作電影供應南洋市場，但其後邵氏父子的製片業務萎縮，邵邨人亦希望投資地產業，故將位於北帝街的邵氏片場以270萬港元出售，把資金投資於彌敦道興建邵氏大廈。邵邨人亦將邵氏大廈旁的新華戲院購入並拆卸重建，落成後用作放映首輪西片。邵氏父子在香港的電影製作業務，則由邵逸夫自新加坡來港後，成立邵氏兄弟公司接掌。

## 概況
邵氏大廈地點鄰近彌敦道與亞皆老街交界，隔鄰原為旺角警署。早於1950年代已是旺角區其中一個最熱鬧區域。
邵氏大廈由曾到美國賓夕凡尼亞大學留學的華人建築師朱彬設計，樓高10層。底層為商場，曾開設瑞興公司。二樓曾設有花都酒樓夜總會。三樓則為自用，作邵氏公司辦公室，四樓以上則出租作商業用途。
1957年，邵逸夫由新加坡返港接手電影製作業務，於清水灣籌建邵氏影城。在邵氏影城落成之前，曾於邵氏大廈工作及居住；而邵邨人則曾於邵氏大廈頂樓工作。邵氏製片廠的宣傳部，則曾設於邵氏大廈四樓。

## 拆卸
1970年代，恒隆地產以1.15億港元的高價，自邵氏家族購入邵氏大廈及新華戲院，於1973年底交吉。1970年代中期，邵氏大廈及新華戲院因配合地鐵興建工程而被拆卸，原址與比鄰的舊旺角警署一併重建成今日的旺角中心。

## 資料來源
1. ↑  邵氏電影初探 的存檔，存档日期2014-01-07. 香港電影資料館
2. ↑  [邵氏传奇 功德圆满] 南方人物周刊
3. 1 2  .   [2014-01-19]. （原始内容存档于2014-02-02）.
4. 1 2  新航標：嘉禾四十年風雲雄霸史 橙天入主新模式(6) （页面存档备份，存于） 北京新浪網，2010年5月9日
5. ↑  .   [2014-01-19]. （原始内容存档于2014-02-20）.
6. ↑  .   [2014-01-19]. （原始内容存档于2014-02-23）.
7. ↑  圖說香江：旺角彌敦道(約1953年) （页面存档备份，存于） 文匯報，2009年11月10日
8. ↑  蘋果樹下：巨人邵逸夫 （页面存档备份，存于） 蘋果日報，2014年1月10日
9. ↑  .   [2014-01-19]. （原始内容存档于2014-02-01）.
10. ↑  .   [2014-01-19]. （原始内容存档于2014-02-02）.

## 外部連結
- Flickr: Shaw Building Mong Kok - keroseneian2011 （页面存档备份，存于）